# Сантиметър
Сантиметърът е дробна единица за измерване на дължина и се означава със cm. Според Международната система единици (SI) тя се дефинира като една стотна част (1/100) от основната единица метър (m).
Един сантиметър е равен на:
- 1/100 от метъра
- 1/10 от дециметъра
- 10 милиметра

милиметър << сантиметър << дециметър
В български популярни издания понякога се употребява също и означението см вместо установеното от SI означение cm.